# Референдум в Лихтенштейне по женскому избирательному праву (1971)
Референдум в Лихтенштейне по женскому избирательному праву прошёл 28 февраля 1971 года. В голосовании участвовали только мужчины. В результате предложение было отклонено небольшим большинством. Явка составила 85,6 %.
После референдума некоторые женщины устраивали демонстрации в Вадуце и других городах страны, освистывая пешеходов-мужчин со словами: «Мужчины Лихтенштейна! Где Ваша мужественность?».

## Контекст
Референдум касался расширения права голоса для женщин. В 1968 году по народной инициативе проводился консультативный референдум по женскому избирательному праву. Голоса мужчин и женщин подсчитывались раздельно. Большинство мужчин были «против» (60 %), в то время как женщины были «за» лишь немногим более 50 %.
Два года спустя правящая коалиция Прогрессивной гражданской партии и Патриотического союза представила в парламент проект поправки к Статье № 29 Конституции, которая вводило избирательное право для женщин.
Таким образом, референдум 1971 года был факультативный референдум парламентского происхождения: Ландтаг решил представить проект поправки, единогласно принятой в парламенте 17 декабря 1970 года, на всенародное голосование в рамках Статей № 66 и 111 Конституции о конституционных изменениях.

## Результаты
| Выбор                               | Голоса | %    |
| ----------------------------------- | ------ | ---- |
| За                                  | 1 816  | 48,9 |
| Против                              | 1 897  | 51,1 |
| Недействительных/пустых бюллетеней  | 52     | -    |
| Всего                               | 3 765  | 100  |
| Зарегистрированных избирателей/Явка | 4 383  | 85,9 |
| Источник: Démocratie Directe        |        |      |